# Thomas Deruette
Thomas Deruette (Saint-Mard, 6 juli 1995) is een Belgisch wielrenner die anno 2018 rijdt voor WB Aqua Protect Veranclassic.

## Carrière
In 2015 werd Deruette vijfde op het nationale beloftenkampioenschap op de weg. Later dat jaar werd hij samen met Pontus Kastemyr elfde in de Duo Normand. In 2016 werd hij tweede in het bergklassement van de Ronde van Luxemburg, met een achterstand van vier punten op Brice Feillu. Aan het eind van het seizoen wist hij in de Chrono des Nations de zestiende tijd neer te zetten.
Doordat zijn ploeg een stap hogerop deed werd Deruette in 2017 prof.

## Resultaten in voornaamste wedstrijden
|      | \| Jaar \| Luik-Bast.‑Luik \| Waalse Pijl \| \| ---- \| --------------- \| ----------- \| \| 2017 \| opgave \| \| \| 2018 \| opgave \| opgave \| |             |
| Jaar | Luik-Bast.‑Luik | Waalse Pijl |
| 2017 | opgave |             |
| 2018 | opgave | opgave      |

## Ploegen
- 2014 –  Color Code-Biowanze
- 2015 –  Team Differdange-Losch
- 2016 –  Wallonie Bruxelles-Group Protect
- 2017 –  WB Veranclassic Aqua Protect
- 2018 –  WB Aqua Protect Veranclassic

Bleus · De Winter · Delfosse · Deruette · Galle · Geromboux · Hubert · Kaise · Kerf · Leleu · Mertz · Picoux · Pons · Robeet · Warnier · Wertz
De Winter · Delfosse · Dernies · Deruette · Duquennoy · Habeaux · Ista · Jans · Jules · Kirsch · Masson · Naesen · Pardini · Peyskens · Robeet · Spengler · Stassen · Vantomme · Warnier · Mortier (stagiair) · Taminiaux (stagiair)
De Winter · Dehaes · Delfosse · Deruette · Duquennoy · Habeaux · Ista · Jules · Kirsch · Lietaer · Masson · Mortier · Peyskens · Robeet · Six · Spengler · Stassen · Vantomme · Warnier